# Sandstone Shire
Koordinaten: 27° 59′ S, 119° 18′ O

Das Shire of Sandstone ist ein lokales Verwaltungsgebiet (LGA) im australischen Bundesstaat Western Australia. Das Gebiet ist 32.666 km² groß und hat etwa 90 Einwohner (2016).
Sandstone liegt im Zentrum des Staats etwa 550 Kilometer nordöstlich der Hauptstadt Perth. Der Sitz des Shire Councils befindet sich in der Ortschaft Sandstone, wo alle Einwohner leben.

## Verwaltung
Der Sandstone Council hat sechs Mitglieder. Sie werden von allen Bewohnern der LGA gewählt. Sandstone ist nicht in Bezirke unterteilt. Aus dem Kreis der Councillor rekrutiert sich auch der Ratsvorsitzende und Shire President.